# Bromberg (Dolní Rakousy)
Bromberg je městys v rakouské spolkové zemi Dolní Rakousy, v okrese Vídeňské Nové Město.
K 1. lednu 2014 zde žilo 1 216 obyvatel.

## Politika
V obecním zastupitelstvu je 19 křesel, která byla po posledních volbách dne 14. března 2010 podle získaných rozdělena takto:
Liste ÖVP 11, AKTIV 4, SPÖ 3, FPÖ 1

### Starostové
- do roku 2014 Franz Fahrner (ÖVP)
- od roku 2014 Josef Schrammel (ÖVP)